# Evolve (Album)
Evolve ist das dritte Studioalbum der US-amerikanischen Band Imagine Dragons. Es wurde am 23. Juni 2017 veröffentlicht.

## Hintergrund
Wie bei den vorherigen beiden Studioalben war Alex da Kid Produzent des Albums, ebenso wurde es von Jayson DeZuzio, Joel Little, John Hill, Mattias Larsson, Rob Cohen, Robin Fredriksson und Tim Randolph produziert. Laut Sänger Dan Reynolds sollte das Album eine „Weiterentwicklung“ für die Band darstellen. Die Musik umfasst Elemente verschiedener Genres, darunter Pop-Rock, Hip-Hop und Elektronische Tanzmusik. Am 1. Februar wurde Believer als erste Single aus dem Album veröffentlicht. Im April folgte Thunder als zweite und im Mai Whatever It Takes als dritte Single. Eine Woche vor dem Album wurde Walking the Wire veröffentlicht. Im Mai 2017 wurde außerdem die Evolve Tour angekündigt, die im September begann.

## Titelliste
1. I Don’t Know Why – 3:10
2. Whatever It Takes – 3:21
3. Believer – 3:24
4. Walking the Wire – 3:52
5. Rise Up – 3:51
6. I’ll Make It Up to You – 4:22
7. Yesterday – 3:25
8. Mouth of the River – 3:41
9. Thunder – 3:07
10. Start Over – 3:06
11. Dancing in the Dark – 3:53

Deluxe-Bonustracks:
1. Levitate – 3:18
2. Not Today – 4:21
3. Believer (Kaskade Remix) – 3:10

## Singleauskopplungen
Insbesondere die ersten beiden Singles Believer und Thunder entwickelten sich zu weltweiten Erfolgen und erreichten zahlreiche hohe Platzierungen in den internationalen Charts. In den Vereinigten Staaten erzielten die beiden Songs ungefähr den gleichen Erfolg: Sie erreichten jeweils Platz vier der Billboard Hot 100 und wurden von der RIAA mit Diamant bzw. Neunfachplatin ausgezeichnet. Zudem waren beide Singles jeweils 52 Wochen in den Hot 100 platziert. Whatever It Takes erreichte Platz zwölf. Im Vereinigten Königreich war Thunder mit Platz 20 am erfolgreichsten. Thunder und Believer wurden hier mit Doppelplatin ausgezeichnet. Whatever It Takes und Next to Me waren eine Woche in den Top 100 platziert. In Österreich und der Schweiz erreichten Believer, Thunder und Whatever It Takes Platzierungen in den Top Ten, in Deutschland erreichte Believer als höchste Platzierung Rang 23, die anderen beiden Singles standen ebenfalls in den Top Ten. Walking the Wire erreichte im deutschsprachigen Raum Platzierungen in der unteren Charthälfte, I Don’t Know Why konnte sich in Österreich für eine Woche platzieren. In Österreich war sowohl Believer als auch Thunder in den Top Ten der Jahrescharts 2017 vertreten.

## Rezeption

### Kritiken
Die Kritiken zu Evolve fielen gemischt bis unterdurchschnittlich aus. Thomas Erlewine von Allmusic bewertete das Album mit drei von fünf Sternen. Seiner Meinung nach seien die schnellen Songs „festivalfreundliche Elektro-Rocker“ und die langsamen Songs fühlen sich an wie ein „Hybrid aus Coldplay und Mr. Mister“. Das Album sei an den digitalen Zeitgeist des Jahres 2017 angepasst. Hannah J Davies von The Guardian gab dem Album zwei von fünf möglichen Sternen, sie bezeichnete das Album als leblosen elektronischen Arena-Rock und kritisierte die Band dafür, sich an die aktuellen Trends elektronischer Musik anzupassen. Emma Johnston von vom Magazin Classic Rock gab dem Album mit 1,5 von fünf Sternen eine besonders negative Bewertung und schließt ab mit „Pop verdient etwas Besseres. Rock verdient etwas Besseres. Wir alle verdienen etwas Besseres.“

### Auszeichnungen
Evolve gewann 2018 einen Billboard Music Award in der Kategorie Top Rock Album. Außerdem wurde das Album für einen Grammy in der Kategorie Best Pop Vocal Album nominiert. Die Single Thunder erhielt ebenfalls eine Nominierung in der Kategorie Best Pop Duo/Group Performance. Für das Album erhielt die Band den Echo in der Kategorie Band international.

## Kommerzieller Erfolg

### Chartplatzierungen
In der Schweiz, Finnland, Kanada, Norwegen, Polen, der Slowakei und Tschechien erreichte Evolve die Spitze der Albumcharts. In den Vereinigten Staaten stieg es auf Platz zwei der Charts ein. In Deutschland, Österreich und im Vereinigten Königreich wurden Top-Drei-Platzierungen erreicht, in vielen weiteren Ländern weltweit gelangen ebenfalls Platzierungen in den Top Ten. In einigen Ländern wie Frankreich, Schweden und der Schweiz war das Album über 100 Wochen lang in den Charts platziert.
| ChartsChartplatzierungen       | Höchstplatzierung | Wochen |
| ------------------------------ | ----------------- | ------ |
| Deutschland (GfK)              | 3 (79 Wo.)        | 79     |
| Österreich (Ö3)                | 2 (96 Wo.)        | 96     |
| Schweiz (IFPI)                 | 1 (150 Wo.)       | 150    |
| Vereinigte Staaten (Billboard) | 2 (315 Wo.)       | 315    |
| Vereinigtes Königreich (OCC)   | 3 (73 Wo.)        | 73     |

| ChartsJahrescharts (2017)      | Platzierung |
| ------------------------------ | ----------- |
| Deutschland (GfK)              | 33          |
| Österreich (Ö3)                | 25          |
| Schweiz (IFPI)                 | 20          |
| Vereinigte Staaten (Billboard) | 24          |
| Vereinigtes Königreich (OCC)   | 72          |

| ChartsJahrescharts (2018)      | Platzierung |
| ------------------------------ | ----------- |
| Deutschland (GfK)              | 46          |
| Schweiz (IFPI)                 | 15          |
| Vereinigte Staaten (Billboard) | 11          |
| Vereinigtes Königreich (OCC)   | 70          |

| ChartsJahrescharts (2019)      | Platzierung |
| ------------------------------ | ----------- |
| Vereinigte Staaten (Billboard) | 50          |

| ChartsJahrescharts (2020)      | Platzierung |
| ------------------------------ | ----------- |
| Vereinigte Staaten (Billboard) | 106         |

| ChartsJahrescharts (2021)      | Platzierung |
| ------------------------------ | ----------- |
| Vereinigte Staaten (Billboard) | 114         |

| ChartsJahrescharts (2022)      | Platzierung |
| ------------------------------ | ----------- |
| Vereinigte Staaten (Billboard) | 146         |

| ChartsJahrescharts (2023)      | Platzierung |
| ------------------------------ | ----------- |
| Vereinigte Staaten (Billboard) | 177         |

### Auszeichnungen für Musikverkäufe
| Land/Region                  | Auszeichnungen für Musikverkäufe (Land/Region, Auszeichnung, Verkäufe) | Verkäufe  |
| ---------------------------- | ---------------------------------------------------------------------- | --------- |
| Belgien (BRMA)               | 3× Platin                                                              | 90.000    |
| Brasilien (PMB)              | 2× Platin                                                              | 80.000    |
| Dänemark (IFPI)              | 3× Platin                                                              | 60.000    |
| Deutschland (BVMI)           | Platin                                                                 | 200.000   |
| Finnland (IFPI)              | Platin                                                                 | 20.000    |
| Frankreich (SNEP)            | Diamant                                                                | 500.000   |
| Italien (FIMI)               | 3× Platin                                                              | 150.000   |
| Kanada (MC)                  | 2× Platin                                                              | 160.000   |
| Mexiko (AMPROFON)            | 2× Platin                                                              | 120.000   |
| Neuseeland (RMNZ)            | 5× Platin                                                              | 75.000    |
| Niederlande (NVPI)           | Platin                                                                 | 40.000    |
| Norwegen (IFPI)              | 2× Platin                                                              | 40.000    |
| Österreich (IFPI)            | Platin                                                                 | 15.000    |
| Polen (ZPAV)                 | Diamant                                                                | 100.000   |
| Portugal (AFP)               | Gold                                                                   | 7.500     |
| Schweden (IFPI)              | Platin                                                                 | 30.000    |
| Schweiz (IFPI)               | Gold                                                                   | 10.000    |
| Singapur (RIAS)              | Platin                                                                 | 10.000    |
| Spanien (Promusicae)         | Gold                                                                   | 20.000    |
| Vereinigte Staaten (RIAA)    | 4× Platin                                                              | 4.000.000 |
| Vereinigtes Königreich (BPI) | Platin                                                                 | 300.000   |
| Insgesamt                    | 3× Gold · 33× Platin · 2× Diamant ·                                    | 6.027.500 |

Hauptartikel: Imagine Dragons/Auszeichnungen für Musikverkäufe